# Хто створив Змієві вали
«Хто створив Змієві Вали?» (англ. Who built Serpent’s Wall) — експериментальний документальний фільм режисера Анни Смолій про давню пам’ятку Київщини Змієві Вали. Зняла кінокомпанія BIG HAND FILMS за підтримки Уряду України та Міністерства культури України.

## Сюжет
Змієві вали – це понад тисячу кілометрів давніх фортифікаційних споруд. Ці земляні насипи навкруги сучасної території Києва овіяні легендами. Дослідники й досі не дійшли єдиної думки: хто і навіщо їх побудував? Та як вдалося спланувати їх так, аби вони ефективно захищали підступи до Києва. Із врахуванням рік, озер, боліт, пагорбів!
Традиційна наука стверджує, що їх спорудили за правління Володимира Великого і Ярослава Мудрого. Але знаходяться сміливці, які кидають виклик традиційному погляду на історію. А раптом виявиться, що Змієвим валам дві чи навіть три тисячі років? Може і Київ значно старший, ніж прийнято вважати?

## Виробництво
У 2018 році проєкт фільму «Хто створив Змієві вали?» став одним з переможців другого етапу конкурсного відбору кінопроєктів патріотичного спрямування, яке проводило Міністерство культури України й отримав фінансування на виробництво у розмірі 3 799 530 грн.